# Шапс, Александр Леонтьевич
Александр Леонтьевич Шапс (1911—1965) — советский театральный режиссёр.

## Биография
А. Л. Шапс родился 13 (26) мая 1911 года. Трудовую деятельность начал в 15 лет в Таганрогском театре. В 1930 году окончил ГИТИС. Служил актёром в театрах Таганрога, Туапсе. С 1931 года режиссёр ЦТКА, с 1946 года — МАДТ имени Моссовета. Член ВКП(б) с 1941 года. В годы Великой Отечественной войны выступал с концертными программами на фронте. Первое выступление артистов под руководством А. Л. Шапса перед бойцами Красной Армии состоялось 22 июня 1941 года в Кишеневе, где группа артистов ЦТКА находились в творческой командировке.
Дорогой Иосиф Виссарионович!
Дав с первого часа нашей священной войны более тысячи концертных выступлений на передовых позициях, в землянках и блиндажах многих фронтов, я имел счастье художника, воспитанного Советской властью, видеть своими глазами, как доблестная Красная Армия в огне боёв за нашу Советскую Родину превратилась в грозу для немецко-фашистских войск.
Следуя благородному почину тамбовских колхозников, обращаюсь к актёрам Советской страны с призывом открыть текущий счёт на постройку эскадрильи «Советский артист». Открывая такой счёт, я внёс 2.000 рублей.
Будьте здоровы на долгие годы, наш родной и любимый вождь и учитель!
Режиссёр Центрального театра Красной Армии Александр ШАПС
Газета «Известия», 6 января 1943 года
После войны, помимо работы в театре, был режиссёром — постановщиком массовых культурных мероприятий, проводимых по решению Правительства СССР («День девушек» на VI Всемирном фестивале молодежи и студентов в 1957 году) и по решению Моссовета (ежегодные Праздники песни, Кремлёвские ёлки и другие).
«Ты всех мероприятий Моссовета
Бессменный режиссёр и тамада.
Прими слова сердечного привета,
И будь здоров и счастлив навсегда.»
Сергей Островой. 1961 год
С 50-х годов — лектор Всесоюзного общества «Знание» по вопросам советского и зарубежного театрального искусства.
Спектакли, поставленные А. Л. Шапсом, трижды выдвигались на соискание Ленинской премии.
Был женат на актрисе Центрального театра Красной армии Татьяне Владимировне Юркевич. Сын — Александр Александрович Юркевич.
С 1963 года жил в Москве по адресу: улица Горького, дом 6. А. Л. Шапс умер 11 апреля 1965 года. Похоронен в Москве на Новодевичьем кладбище (участок № 6).

## Театральные постановки
- 1939 — «Лев Гурыч Синичкин» Д. Т. Ленского (совместно с В. С. Благообразовым)
- 1941 — «Пархоменко» по Вс. В. Иванову (совместно с В. П. Пильдоном)
- 1947 — «Мужество» Г. С. Берёзко (совместно с Ю. А. Завадским)
- 1949 — «Опасный перекрёсток» М. Б. Маклярского и А. В. Спешнева (совместно с Ю. А. Завадским); «Роковое наследство» Л. Р. Шейнина (совместно с В. В. Ваниным)
- 1950 — «Особое мнение» А. М. Марьямова и С. С. Клебанова; «Рассвет над Москвой» А. А. Сурова (совместно с Ю. А. Завадским)
- 1953 — «Большие хлопоты» Л. С. Ленча
- 1954 — «Кто смеётся последним» К. Крапивы
- 1955 — «В тихом переулке» А. И. Мовзона
- 1956 — «Второе дыхание» А. А. Крона
- 1957 — «Запутанный узел» Л. Р. Шейнина и М. Б. Маклярского
- 1958 — «Опасная профессия» В. А. Соловьёва
- 1959 — «Битва в пути» Г. Е. Николаевой и С. А. Радзинского (совместно с Ю. А. Завадским)
- 1960 — «Три камня веры» Н. Е. Вирты
- 1961 — «Василий Тёркин» по А. Т. Твардовскому
- 1963 — «Обручальное кольцо» А.В. Софронова
- 1963 — «Совесть» по Д. Г. Павловой (совместно с Ю. А. Завадским)
- 1964 — «На диком бреге» Б. Н. Полевого и С. А. Радзинского[2]

## Награды и премии
- заслуженный артист Белорусской ССР (1944)
- заслуженный деятель искусств РСФСР (26.10.1962)
- Сталинская премия второй степени (1951) — за постановку спектакля «Рассвет над Москвой» А. А. Сурова
- Золотые часы НКО СССР (1938)
- орден Красной Звезды (27.4.1942)
- медали